# Mariana (Felix)
Mariana je opera o čtyřech dějstvích a dvanácti obrazech (op. 61) českého skladatele Václava Felixe na libreto textaře Zbyška Malého podle stejnojmenné novely spisovatele Jana Kozáka.

## Vznik a charakteristika
Opera Mariana je – po dvou komických aktovkách Nesmělý Casanova a Inzerát, napsaných rovněž na slova libretisty a textaře Zbyška Malého – první celovečerní opera skladatele Václava Felixe. Vznikla ke 40. výročí osvobození Československa sovětskou armádou pro Státní divadlo v Brně. Václav Felix byl v té době, vedle vlivného postavení stálého přispěvatele Hudebních rozhledů, místopředsedou komunistickým režimem ovládaného Svazu českých skladatelů a koncertních umělců a autor námětu opery, prozaik Jan Kozák, byl předsedou Svazu československých spisovatelů a jednou z hlavních kulturních tváří normalizace. Podle Mojmíra Weimanna bylo právě uvedení Felixovy Mariany největší „úlitbou mocným“ v brněnské opeře normalizační doby. Josef Pávek v Rudém právu označil Marianu za „jednolité hudebně jevištní dílo veliké lidské opravdovosti a strhující citové síly“; podle něj tato opera „řadí se bezesporu mezi nejvýznamnější díla naší soudobé operní kultury“.
Politickým námětem opery, stejně jako původní Kozákovy novely, je především kolektivizaci a obecně střet staré (buržoazní) a nové (socialistické) doby, opera se však více soustředí na psychologickou a citovou kresbu individuálních postav (zejména titulní hrdinky) a jejich vztahů. Z dramatického i hudebního hlediska je Mariana operou tradiční. Děj je přímočarý, hudba usiluje o zpěvnost a „sdělnost“, z plynulého hudebního toku vystupují samostatná čísla: árie, duety, ansámbly a sbory.
Mariana měla premiéru 11. dubna 1985 ve Státním divadle Brno a hrála se do června následujícího roku. Jednalo se po poslední inscenaci významného poválečného operního režiséra Ilji Hylase. Jinými divadly Mariana uvedena nebyla.

## Osoby a první obsazení
| osoba                          | hlasový obor | premiéra (11. dubna 1985) |
| ------------------------------ | ------------ | ------------------------- |
| Michal, rolník                 | tenor        | Milan Voldřich            |
| Mariana, žena Michalova        | mezzosoprán  | Jitka Zerhauová           |
| Radvak, otec Michalův          | baryton      | Václav Halíř              |
| Radvaková, matka Michalova     | soprán       | Gita Abrahámová           |
| Matka Mariany                  | mezzosoprán  | Anna Barová               |
| Janko, traktorista, vdovec     | baryton      | Pavel Kamas               |
| Kapsal, předseda družstva      | bas          | Jan Hladík                |
| Miško, synek Michala a Mariany | soprán       | Markéta Ungrová (Fussová) |
| Dirigent: Jan Štych starší     |              |                           |
| Režie: Ilja Hylas starší       |              |                           |
| Scéna: Zbyněk Kolář            |              |                           |
| Kostýmy: František Kříž        |              |                           |
| Choreografie: Luboš Ogoun      |              |                           |

## Děj opery
Děj se situován do v 50. letech 20. století ve vesnici na Ostravsku (nikoli jako v románové předloze pod Vihorlatem). Na pozadí sporů o kolektivizaci a vůbec sociální modernizaci vesnice se odehrává příběh Mariany, která se bez věna a bez lásky provdala do bohaté selské rodiny. Dře na statku, její manžel, Michal Radvak, ji týrá a jeho rodiče ji považují za vetřelce a dávající jí najevo, že od ní očekávají jen vděčnost a poslušnost. Situace se ještě zhorší, když utýraná Mariana naváže vztah s představitelem nového světa, družstevním traktoristou Jankem. Ani vlastní matka není Marianě oporou; je bigotně věřící a nutí dceru, aby byla manžela ve všem poslušna. Mariana se však nakonec celému okolí vzepře, opouští muže a se svým synkem Miškem odchází ze vsi do města.

## Instrumentace
Tři flétny, dva hoboje, tři klarinety, dva fagoty, čtyři lesní rohy, tři trubky, tři pozouny, tuba, tympány, bicí souprava, celesta, harfa, smyčcové nástroje (housle, violy, violoncella, kontrabasy).